# Saison 2020 des Giants de New York
Chronologie
Précédent Suivant
La saison 2020 des Giants de New York est la 96e saison de la franchise au sein de la National Football League.
Il s'agit de la 11e saison jouée au MetLife Stadium à East Rutherford dans le New Jersey et la 1re sous la direction de l'entraîneur principal Joe Judge (en) lequel a remplacé Pat Shurmur remercié fin décembre 2019.
La saison 2020 est également la 1re comme titulaire au poste de quarterback de Daniel Jones, celui-ci ayant été acquis au premier tour de la draft 2019.
Pour la première fois depuis la saison 2004, Eli Manning ne fera pas partie du roster de la franchise puisqu'il a annoncé qu'il prenait sa retraite de la NFL le 22 janvier 2020,,.

## Free Agency
|  | Giants ayant re-signé |

| Date      | Poste | Joueur              | Tag de FA     | Équipe en 2019                     | Notes                                                 |
| --------- | ----- | ------------------- | ------------- | ---------------------------------- | ----------------------------------------------------- |
| 16 mars   | LB    | David Mayo (en)     | -             | Giants de New York                 | A signé une extension de 3 ans pour 8,4 millions de $ |
| 18 mars   | DT    | Leonard Williams    | Franchise Tag | Giants de New York                 | A re-signé 1 an pour 16,1 millions de $               |
| 18 mars   | CB    | James Bradberry     | FA            | Panthers de la Caroline            | 3 ans pour 45 millions de $ dont 32 garantis          |
| 18 mars   | LB    | Blake Martinez      | FA            | Packers de Green Bay               | 3 ans pour 30 millions $                              |
| 18 mars   | TE    | Levine Toilolo (en) | FA            | 49ers de San Francisco             | 2 ans pour 6,2 millions de $ dont 3,2 garantis        |
| 18 mars   | OLB   | Kyler Fackrell (en) | FA            | Packers de Green Bay               | 1 an pour 4,6 millions de $                           |
| 18 mars   | WR/S  | Cody Core (en)      | FA            | Giants de New York                 | 2 ans pour 4,7 millions de $                          |
| 19 mars   | OT    | Cameron Fleming     | FA            | Cowboys de Dallas                  | 1 an pour 4 millions de $                             |
| 20 mars   | S/ST  | Nate Ebner          | FA            | Patriots de la Nouvelle Angleterre | 1 an                                                  |
| 20 mars   | QB    | Colt McCoy          | FA            | Redskins de Washington             | 1 an pour 2,25 millions de $                          |
| 1er avril | RB    | Dion Lewis          | FA            | Titans du Tennessee                | 1 an pour 1,55 million de $                           |
| ?         | CB    | Dravon Askew-Henry  | FA            | Guardians de New York              | 2 ans                                                 |
| 30 mars   | DT    | Austin Johnson (en) |               | Titans du Tennessee                | 1 an pour 1,5 million de $                            |
| 30 mars   | TE    | Eric Tomlinson (en) | FA            | Raiders d'Oakland                  | 1 an pour 1,02 million de $                           |
| 1er avril | LS    | Casey Kreiter (en)  | FA            | Broncos de Denver                  | 1 an pour 1,0475 million de $                         |

## Draft 2020
| Tour | Sélection | Joueur                | Postes | Universités                     | Remarques                            |
| ---- | --------- | --------------------- | ------ | ------------------------------- | ------------------------------------ |
| 1    | 4         | Andrew Thomas         | OT     | Bulldogs de la Géorgie          |                                      |
| 2    | 36        | Xavier McKinney       | S      | Crimson Tide de l'Alabama       |                                      |
| 3    | 99        | Matt Peart (en)       | OT     | Huskies du Connecticut          | Choix compensatoire                  |
| 4    | 110       | Darnay Holmes (en)    | CB     | Bruins de l'UCLA                |                                      |
| 5    | 150       | Shane Lemieux (en)    | G      | Ducks de l'Oregon               |                                      |
| 6    | 183       | Cam Brown (en)        | LB     | Nittany Lions de Penn State     |                                      |
| 7    | 218       | Carter Coughlin (en)  | LB     | Golden Gophers du Minnesota     |                                      |
| 7    | 238       | T. J. Brunson (en)    | LB     | Gamecocks de la Caroline du Sud |                                      |
| 7    | 247       | Chris Williamson (en) | CB     | Golden Gophers du Minnesota     | Choix compensatoire                  |
| 7    | 255       | Tae Crowder           | LB     | Bulldogs de la Géorgie          | Choix compensatoire (Mr. Irrelevant) |

Échanges précédents la draft
- Le 29 octobre 2019 les Giants ont échangé leurs choix de 3e tour de la draft 2020 et de 5e tour de la draft 2021 aux Jets de New York en échange du defensive end Leonard Williams. Le choix de la draft 2021 deviendra un choix de 4e tour si Williams signe une extension de contract avant le début de la saison 2020[7].

## Les résultats

### L'avant saison
Les matchs de pré-saison ont été annoncés le 7 mai mais furent annulés plus tard à la suite de la pandémie de Covid-19,,.
| Semaines | Dates       | Heures                             | Adversaires                                 | Résultats                                   | Résultats                                   | Lieux                                       | Résumés NFL.com/Statistiques                |
| -------- | ----------- | ---------------------------------- | ------------------------------------------- | ------------------------------------------- | ------------------------------------------- | ------------------------------------------- | ------------------------------------------- |
| Semaines | Dates       | Heures                             | Adversaires                                 | Scores                                      | Statistiques                                | Lieux                                       | Résumés NFL.com/Statistiques                |
| 1        | 13 août     | @ Jets de New York                 | Annulé en raison de la pandémie de Covid-19 | Annulé en raison de la pandémie de Covid-19 | Annulé en raison de la pandémie de Covid-19 | Annulé en raison de la pandémie de Covid-19 | Annulé en raison de la pandémie de Covid-19 |
| 2        | 22 août     | @ Titans du Tennessee              | Annulé en raison de la pandémie de Covid-19 | Annulé en raison de la pandémie de Covid-19 | Annulé en raison de la pandémie de Covid-19 | Annulé en raison de la pandémie de Covid-19 | Annulé en raison de la pandémie de Covid-19 |
| 3        | 29 août     | Packers de Green Bay               | Annulé en raison de la pandémie de Covid-19 | Annulé en raison de la pandémie de Covid-19 | Annulé en raison de la pandémie de Covid-19 | Annulé en raison de la pandémie de Covid-19 | Annulé en raison de la pandémie de Covid-19 |
| 4        | 3 septembre | Patriots de la Nouvelle-Angleterre | Annulé en raison de la pandémie de Covid-19 | Annulé en raison de la pandémie de Covid-19 | Annulé en raison de la pandémie de Covid-19 | Annulé en raison de la pandémie de Covid-19 | Annulé en raison de la pandémie de Covid-19 |

### La saison régulière
Le calendrier 2020 a été annoncé le 7 mai mais restait néanmoins sujet à modifications en fonction de l'évolution de la pandémie de Covid-19 aux États-Unis.
| Catégories                                           | À domicile                                                        | En déplacement                                                    |
| Adversaires de Division (NFC East)                   | Cowboys de Dallas Eagles de Philadelphie Washington Football Team | Cowboys de Dallas Eagles de Philadelphie Washington Football Team |
| Adversaires de Conférence NFC (NFC West)             | Cardinals de l'Arizona 49ers de San Francisco                     | Rams de Los Angeles Seahawks de Seattle                           |
| Adversaires de Conférence (3e classés des divisions) | Buccaneers de Tampa Bay                                           | Bears de Chicago                                                  |
| Adversaire Interconférence (AFC North)               | Browns de Cleveland Steelers de Pittsburgh                        | Ravens de Baltimore Bengals de Cincinnati                         |

| Semaine | Date             | Heure locale     | Adversaire                 | Lieu                    | Résultat         | Bilan            | Bilan            | Statistiques/Résumé vidéo |
| ------- | ---------------- | ---------------- | -------------------------- | ----------------------- | ---------------- | ---------------- | ---------------- | ------------------------- |
| Semaine | Date             | Heure locale     | Adversaire                 | Lieu                    | Résultat         | Division         | Global           | Statistiques/Résumé vidéo |
| 1       | 14 septembre     | 19:15            | Steelers de Pittsburgh     | MetLife Stadium         | 16 - 26          | 0 - 0            | 0 - 1            | Résumé vidéo-Statistiques |
| 2       | 20 septembre     | 13:00            | @ Bears de Chicago         | Soldier Field           | 13 - 17          | 0 - 0            | 0 - 2            | Résumé vidéo              |
| 3       | 27 septembre     | 13:00            | 49ers de San Francisco     | MetLife Stadium         | 09 - 36          | 0 - 0            | 0 - 3            | Résumé vidéo              |
| 4       | 4 octobre        | 16:05            | @ Rams de Los Angeles      | SoFi Stadium            | 09 - 17          | 0 - 0            | 0 - 4            | Résumé vidéo              |
| 5       | 11 octobre       | 16:25            | @ Cowboys de Dallas        | AT&T Stadium            | 34 - 37          | 0 - 1            | 0 - 5            | Résumé vidéo-Statistiques |
| 6       | 18 octobre       | 13:00            | Washington Football Team   | MetLife Stadium         | 20 - 10          | 1 - 1            | 1 - 5            | Résumé vidéo-Statistiques |
| 7       | 22 octobre       | 20:20            | @ Eagles de Philadelphie   | Lincoln Financial Field | 21 - 22          | 1 - 2            | 1 - 6            | Résumé vidéo-Statistiques |
| 8       | 2 novembre       | 20:15            | Buccaneers de Tampa Bay\|  | MetLife Stadium         | 23 - 25          | 1 - 2            | 1 - 7            | Résumé vidéo-Statistiques |
| 9       | 8 novembre       | 13:00            | @ Washington Football Team | FedEx Field             | 23 - 20          | 2 - 2            | 2 - 7            | Résumé vidéo-Statistiques |
| 10      | 15 novembre      | 13:00            | Eagles de Philadelphie     | MetLife Stadium         | 27 - 17          | 3 - 2            | 3 - 7            | Résumé vidéo-Statistiques |
| 11      | Semaine de repos | Semaine de repos | Semaine de repos           | Semaine de repos        | Semaine de repos | Semaine de repos | Semaine de repos | Semaine de repos          |
| 12      | 29 novembre      | 13:00            | @ Bengals de Cincinnati    | Paul Brown Stadium      | 19 - 17          | 3 - 2            | 4 - 7            | Résumé vidéo-Statistiques |
| 13      | 6 décembre       | 16:05            | @ Seahawks de Seattle      | Lumen Field             | 17 - 12          | 3 - 2            | 5 - 7            | Résumé vidéo-Statistiques |
| 14      | 13 décembre      | 13:00            | Cardinals de l'Arizona     | MetLife Stadium         | 07 - 26          | 3 - 2            | 5 - 8            | Résumé vidéo-Statistiques |
| 15      | 20 décembre      | 13:00            | Browns de Cleveland        | MetLife Stadium         | 06 - 20          | 3 - 2            | 5 - 9            | Résumé vidéo-Statistiques |
| 16      | 27 décembre      | 13:00            | @ Ravens de Baltimore      | M&T Bank Stadium        | 13 - 27          | 3 - 2            | 5 - 10           | Résumé vidéo Statistiques |
| 17      | 3 janvier        | 13:00            | Cowboys de Dallas          | MetLife Stadium         | 23 - 19          | 4 - 2            | 6 - 10           | Résumé vidéo-Statistiques |

Note: Les adversaires des matchs de division sont signalés en gras dans le tableau.

## Résumé des matchs
| Semaine 3 : Giants de New York - 49ers de San Francisco | |    |   |    |       |
| Données | Résultat |    |   |    |       |
| - Stade : MetLife Stadium, East Rutherford, New Jersey - Date : 27 septembre 2020 - Heures : 13 heures locales - Météo : Nuageux, 23 °C - Assistance : joué à huis clos (Covid-19) - Arbitre : Clay Martin | \| Quart-temps : \| 1 \| 2 \| 3 \| 4 \| Total \| \| ---------------------- \| - \| -- \| - \| -- \| ----- \| \| 49ers de San Francisco \| 6 \| 10 \| 7 \| 13 \| 36 \| \| Giants de New York \| 0 \| 6 \| 3 \| 0 \| 9 \| Notes : Statistiques |    |   |    |       |
| Quart-temps : | 1 | 2  | 3 | 4  | Total |
| 49ers de San Francisco | 6 | 10 | 7 | 13 | 36    |
| Giants de New York | 0 | 6  | 3 | 0  | 9     |

| Semaine 11 : Bye Week | Semaine 11 : Bye Week | Semaine 11 : Bye Week | Semaine 11 : Bye Week | Semaine 11 : Bye Week | Semaine 11 : Bye Week | Semaine 11 : Bye Week | Semaine 11 : Bye Week | Semaine 11 : Bye Week | Semaine 11 : Bye Week | Semaine 11 : Bye Week | Semaine 11 : Bye Week | Semaine 11 : Bye Week | Semaine 11 : Bye Week | Semaine 11 : Bye Week |
| --------------------- | --------------------- | --------------------- | --------------------- | --------------------- | --------------------- | --------------------- | --------------------- | --------------------- | --------------------- | --------------------- | --------------------- | --------------------- | --------------------- | --------------------- |

## Les classements 2020
| z             | Champion de division dispensé de wild-card et ayant l'avantage du terrain pendant tous les playoffs de sa conférence |
| y             | Champion de division                                                                                                 |
| w             | Non champion de division, wild-card                                                                                  |
| Couleur verte | Qualifié pour les playoffs                                                                                           |
| Couleur rouge | Éliminé |

### Division NFC Est
| Équipes                  | G | P  | N | PF/PA     | Div. (G-P) | Conf. (G-P) | Home (G-P) | Away (G-P) | Playoffs |
| ------------------------ | - | -- | - | --------- | ---------- | ----------- | ---------- | ---------- | -------- |
| Washington Football Team | 7 | 9  | 0 | 335 - 329 | 4 - 2      | 5 - 4       | 3 - 5      | 4 - 4      | Oui      |
| Giants de New York       | 6 | 10 | 0 | 280 - 357 | 4 - 2      | 5 - 7       | 3 - 5      | 3 - 5      | Non      |
| Dallas Cowboys           | 6 | 10 | 0 | 395 - 473 | 2 - 4      | 5 - 7       | 4 - 4      | 2 - 6      | Non      |
| Eagles de Philadelphie   | 4 | 11 | 1 | 334 - 418 | 2 - 4      | 4 - 8       | 3 - 4 - 1  | 1 - 7      | Non      |

### Conférence NFC
| No                                          | Franchise                        | V  | D  | N | V/D  | Dom   | Ext | Div | Conf | PM  | PE  | Dif  | S  |
| ------------------------------------------- | -------------------------------- | -- | -- | - | ---- | ----- | --- | --- | ---- | --- | --- | ---- | -- |
| Leader de division                          |                                  |    |    |   |      |       |     |     |      |     |     |      |    |
| 1                                           | z-Packers de Green Bay           | 13 | 3  | 0 | .813 | 7-1   | 6-2 | 5-1 | 10-2 | 509 | 369 | +140 | 6V |
| 2                                           | y- Saints de La Nouvelle-Orléans | 12 | 4  | 0 | .750 | 6-2   | 6-2 | 6-0 | 10-2 | 480 | 337 | +145 | 2V |
| 3                                           | y-Seahawks de Seattle            | 12 | 4  | 0 | .750 | 7-1   | 5-3 | 4-2 | 9-3  | 459 | 371 | +88  | 4V |
| 4                                           | y-Washington Football Team       | 7  | 9  | 0 | .438 | 3-5   | 4-4 | 4-2 | 5-7  | 335 | 329 | 6    | 1V |
| Wild Cards                                  |                                  |    |    |   |      |       |     |     |      |     |     |      |    |
| 5                                           | w-Buccaneers de Tampa Bay        | 11 | 5  | 0 | .688 | 5-3   | 6-2 | 4-2 | 8-4  | 492 | 355 | +137 | 4V |
| 6                                           | w-Rams de Los Angeles            | 10 | 6  | 0 | .625 | 6-2   | 4-4 | 3-3 | 9-3  | 372 | 296 | +76  | 1V |
| 7                                           | w-Bears de Chicago               | 8  | 8  | 0 | .500 | 3-5   | 5-3 | 2-4 | 6-6  | 372 | 370 | +2   | 1D |
| Non qualifiés pour les séries éliminatoires |                                  |    |    |   |      |       |     |     |      |     |     |      |    |
| 8                                           | Cardinals de l'Arizona           | 8  | 8  | 0 | .500 | 4-4   | 4-4 | 2-4 | 6-6  | 410 | 367 | +43  | 2D |
| 9                                           | Vikings du Minnesota             | 7  | 9  | 0 | .438 | 3-5   | 4-4 | 4-2 | 5-7  | 430 | 475 | -45  | 1V |
| 10                                          | 49ers de San Francisco           | 6  | 10 | 0 | .375 | 1-7   | 5-3 | 3-3 | 4-8  | 376 | 390 | -14  | 1D |
| 11                                          | Giants de New York               | 6  | 10 | 0 | .375 | 3-5   | 4-5 | 4-2 | 5-7  | 280 | 357 | -77  | 1V |
| 12                                          | Cowboys de Dallas                | 5  | 10 | 0 | .375 | 4-4   | 2-6 | 2-4 | 5-7  | 395 | 473 | -78  | 1D |
| 13                                          | Panthers de la Caroline          | 5  | 11 | 0 | .313 | 2-6   | 3-5 | 1-5 | 4-8  | 350 | 402 | -52  | 1D |
| 14                                          | Lions de Détroit                 | 5  | 11 | 0 | .313 | 1-7   | 4-4 | 1-5 | 4-8  | 377 | 519 | -142 | 4D |
| 15                                          | Eagles de Philadelphie           | 4  | 11 | 1 | .281 | 3-4-1 | 1-7 | 2-4 | 4-8  | 334 | 418 | -84  | 3D |
| 16                                          | Falcons d'Atlanta                | 4  | 12 | 0 | .250 | 2-6   | 2-6 | 1-5 | 2-10 | 396 | 414 | -18  | 5D |

## Liens Externes
- (en) Officiel des Giants de New York
- (en) Officiel de la NFL